# Armata Sovietică

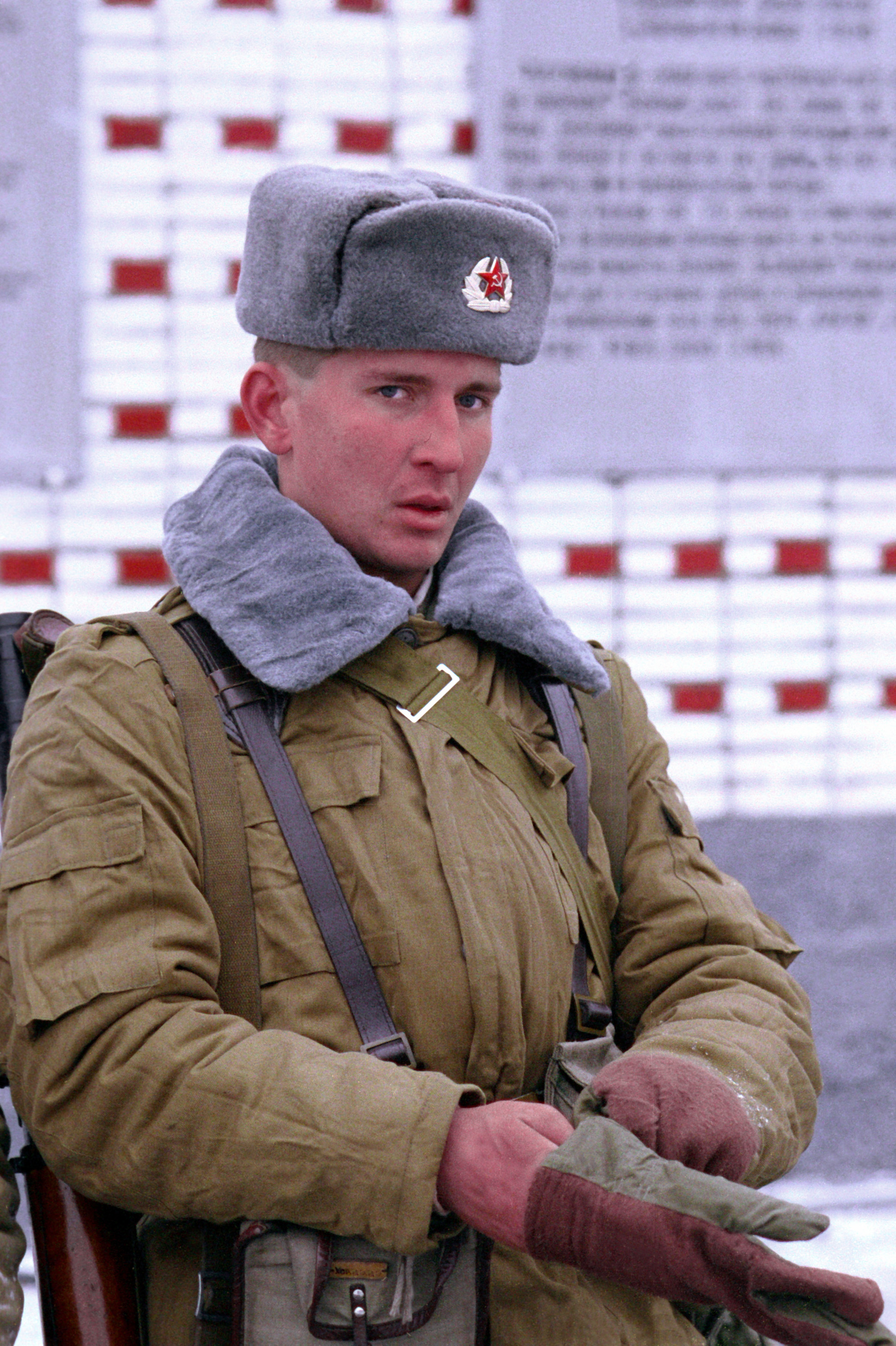
Soldat rus în 1992, purtând încă uniformă sovietică

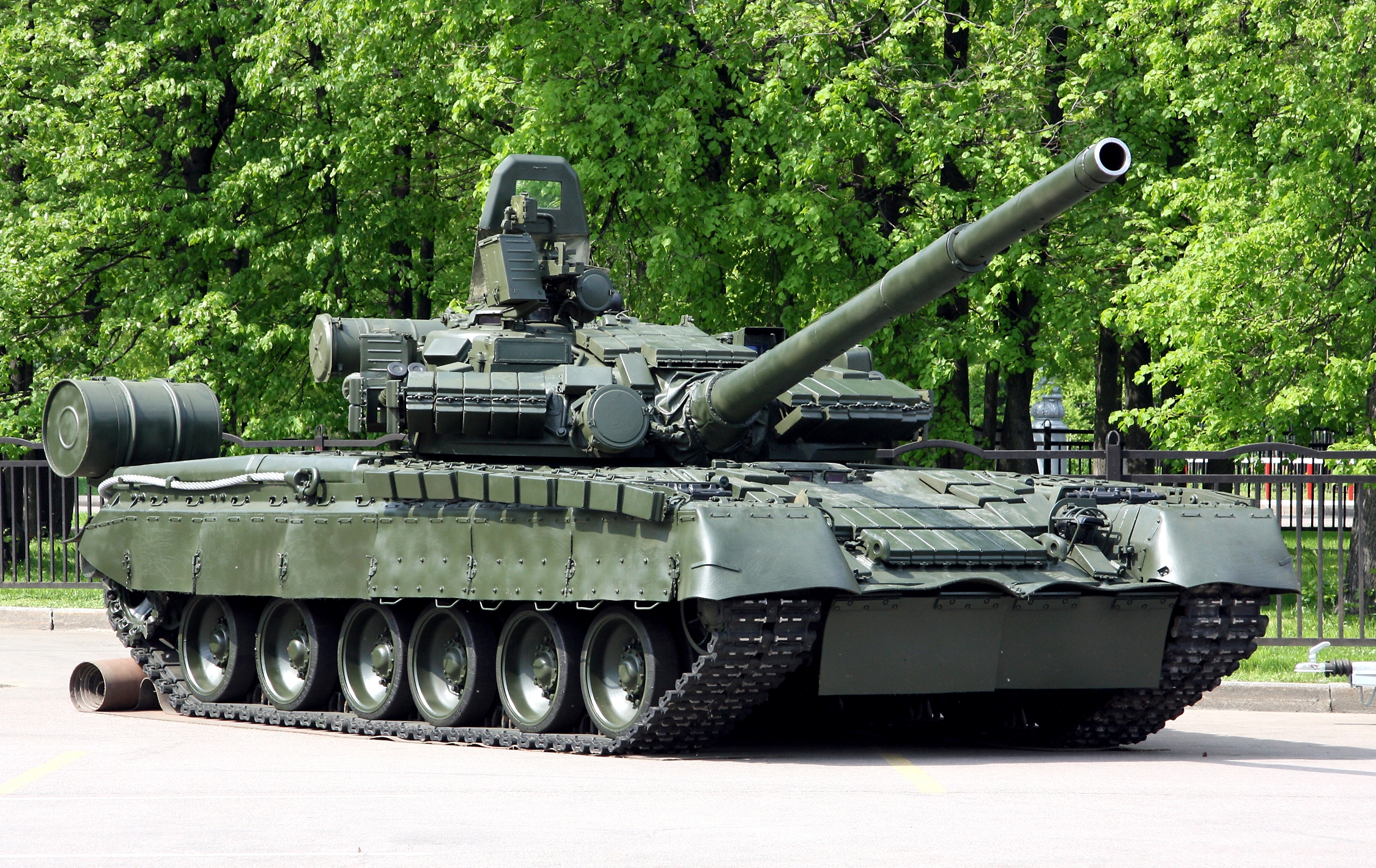
Tanc sovietic T80

Armata Sovietică (în limba rusă - Советская армия - Sovietskaia armia) este numele dat părții principale a Forțelor Armate Sovietice al Uniunii Sovietice între anii 1946 și 1992. Anterior, a fost cunoscută sub numele de Armata Roșie. Neoficial, armata sovietică se referă la toate tipurile de forțe armate, cu excepția, în unele cazuri, a Marinei Militare Sovietice.

## Echipament militar
În 1990 Armata Sovietică dispunea de următoarea tehnică militară (nu în mod exclusiv):
- 55 000 Tancuri, incluzând: 4.000 T-80, 10.000 T-72, 9.700 T-64, 11.300 T-62, 19.000 T-54/55, și 1.000 PT-76.
- 70 000 Transportoare blindate, incluzând: BTR-80, BTR-70, BTR-60, BTR-D, BTR-50, BTR-152, și MT-LB.
- 24 000 Vehicule de luptă pentru infanterie, incluzând: BMP-1, BMP-2, BMP-3, BMD-1, BMD-2, și BMD-3.
- 3 500 Vehicule de recunoaștere BRDM-2 și BRDM-1.

- 33 000 Piese de artilerie tractate, incluzând: 4.379 obuziere D-30 de 122 mm, 1.175 M-46 de 130 mm, 1.700 D-20, 598 2A65, 1.007 2A36 tunuri de 152 mm, 857 D-1 obuziere de 152 mm, 1.693 ML-20, 1.200 M-30, 478 B-4 obuziere, și D-74, D-48, D-44, T-12, și tunuri antitanc BS-3.

- 9 000 Obuziere autopropulsate, incluzând: 2.751 2S1, 2.325 2S3, 430 2S4, 507 2S5, 347 2S7, 20 2S19, 108 SpGH DANA, ASU-85, și 2S9.

- 8 000 Rachete de artilerie și lansatoare de rachete, incluzând: BM-21, 818 BM-27, 123 BM-30, 18 BM-24, TOS-1, BM-25,  BM-14.

- Rachete tactice balistice SS-1 Scud, SS-21, SS-23, și FROG-7.

- 1.350 SA-4, 850 SA-6, 950 SA-8, 430 SA-9, 300 SA-11, 70 SA-12, 860 SA-13, 20 SA-15, 130 SA-19, și vehicule de apărare antiaeriană ZSU-23-4, ZSU-57-2.

- 12 000 Tunuri antiaeriene tractate, incluzând: ZU-23-2, ZPU-1/2/4, S-60, 72-K, 61-K, 52-K, și KS-19.

- 4 300 Elicoptere, incluzând: 1.420 Mi-24, 600 Mi-2, 1.620 Mi-8, 290 Mi-17, 450 Mi-6, 50 Mi-26, și elicopterul experimental Mi-28.